# Hart bei Graz
Hart bei Graz é um município da Áustria, situado no distrito de Graz-Umgebung, na estado da Estíria. Tem 11,06 km² de área e sua população em 2019 foi estimada em 5.126 habitantes.